# Cytherelloidea californica
Cytherelloidea californica är en kräftdjursart som beskrevs av LeRoy 1943. Cytherelloidea californica ingår i släktet Cytherelloidea och familjen Cytherellidae. Inga underarter finns listade i Catalogue of Life.